# Складська споруда № 1
Складська споруда № 1 (Цистерна № 1) — пам'ятка архітектури національного значення України (охор. № 010071/22), що належить до комплексу пам'яток Генуезької фортеці в Судаку. Датується 1385—1414 роками.
Знаходиться біля башти Пасквале Джудиче. На думку одних дослідників, це був склад для товарів, інші вважають його цистерною для збору і зберігання води, що вміщує 185 кубічних метрів води. Споруда прямокутна в плані, поглиблена в землю, витягнута паралельно муру нижнього ярусу укріплень. Споруджена з пісковика на вапняному розчині. Була перекрита склепінням, який не зберігся.